# Pédopsychiatrie
La pédopsychiatrie est la branche de la psychiatrie consacrée aux enfants, de la naissance jusqu'à l'entrée dans la vie adulte. Elle recouvre l'étude, le diagnostic, le traitement et la prévention des troubles psychiques qui affectent les jeunes et entretient des liens étroits avec la médecine, la psychologie du développement, la biologie, la sociologie, et les sciences de l'éducation.
Les praticiens de cette discipline sont appelés pédopsychiatres.

## Nature de la discipline
Comme la psychiatrie, c'est une discipline de frontières (médecine, psychologie, pédagogie). Mais en outre elle concerne des êtres en développement et en devenir, ce qui rend délicate l'appréciation de la pertinence des tableaux cliniques qui peuvent si vite se modifier. Comme la psychiatrie, elle se trouve, en tant que branche de la médecine, dans l'impossibilité de faire l'impasse sur l'existence, scientifiquement problématique, de l'esprit, de la psyché.
Comme la psychiatrie, elle est tiraillée entre une vision privilégiant la biologie (génétique, neuroanatomie et neurophysiologie, neuropsychologie, neurosciences, etc.) et une autre mettant l'accent sur le psychisme (processus d'apprentissage, processus psychologiques, affectivité, psychanalyse des enfants). C'est une discipline qui s'adresse au jeune enfant, son objet apparent, mais également aux parents, ainsi qu'à l'entourage social, dont l'école.
La pédopsychiatrie, ou psychiatrie de l'enfant (aussi appelée adopsychiatrie) est marquée elle aussi par la tendance à la classification descriptive par symptôme, dénommés « troubles » (disorder) (troubles obsessifs compulsifs, hyperactivité et déficit d'attention, etc.) pouvant s'appuyer sur un classement par type d'organisation des processus mentaux (organisation psychotique, névrotique, etc.) Les corrélations entre comportements et/ou troubles et imagerie cérébrale ne doivent pas abuser : ce qui se manifeste en trouble grave se manifeste également en anomalies ou particularités du fonctionnement cérébral. L'un est le décalque de l'autre, et n'apporte au fond aucune infirmation ou confirmation quelconque à une hypothèse. Le psychisme niche dans le cerveau, ses troubles également, rien n'est immatériel si ce n'est peut-être la question du sens des symptômes et du vécu subjectif.
Toutes les disciplines somatiques de la médecine ne peuvent exister sans les principes physiopathologiques, de même la pédopsychiatrie ne peut exister sans la constitution d'une modélisation de la pathologie pédo-psychiatrique. Le terme modélisation étant compris au sens des modélisations économiques ou météorologique, c’est-à-dire l'essai de saisir l'évolution de systèmes complexes d'interactions entre des forces élémentaires pourtant parfaitement repérables (monnaie, échanges, prix, quantité pour l'économie, pressions, masses d'air et de vapeur d'eau par exemple pour la météorologie, fonctionnement cérébral pour la pédopsychiatrie) à l'aide de la création d'objets abstraits mais qui, en tout cas, rendent possibles des modèles explicatifs. Cette modélisation (théories psychiatriques) est certes idéologique, mais elle est un outil indispensable. L'absence affichée d'une telle modélisation (système objectif ou athéorique) est hautement suspecte. La clef de la modélisation gît dans la classification proposée, d'où les polémiques actuelles. Chaque modèle possédant ses forces et ses faiblesses, une vue croisée est parfois très éclairante.
L'appellation par exemple de « troubles obsessionnels compulsifs » en lieu et place de celui « d'obsessions » voire de « névrose obsessionnelle », loin d'être sans impact, oriente implicitement les choses. Ce qui compte dans les « T.O.C » ce sont justement les manifestations visibles, surtout quand elles sont envahissantes et gênantes. Le but du médecin est d'abord de ne pas nuire (« Primum non nocere ») puis d'adoucir les symptômes gênants (« Deinde curare »). Le critère d'amélioration, voire de guérison, parfois impossible (pas de restitution ad integrum) sera la diminution, voire l'apaisement des symptômes. Si l'on évoque une « névrose obsessionnelle », on postulera que les manifestations sont le reflet d'une certaine organisation de la psyché, possédant des causes et une articulation psychique interne. Le but du traitement sera la modification, même lente ou incomplète, de cette organisation psycho-pathologique. Le critère d'amélioration sera la modification de l'organisation, même si la sédation des troubles est un élément important.
Si la classification française actuelle (Classification française des troubles mentaux de l'enfant) est d'inspiration psychanalytique, la Classification internationale des maladies (CIM-10) et la classification américaine (DSM-IV) sont l'écho d'une vision par « trouble » existant par eux-mêmes, à l'exception notable des troubles envahissants du développement, qui sont détachés en tant qu'entité clinique, alors que les tableaux observés sont très disparates.

## Âge des patients
En théorie, la pédopsychiatrie s'adresse aux jeunes enfants de la naissance jusqu'alors adolescence qui selon la loi française correspond à l'âge de 16 ans. 
L'âge limite supérieur de l'accueil dans le dispositif français de pédopsychiatrie public (psychiatrie infanto-juvénile), comme en pédiatrie, a été défini par l'usage hospitalier qui observe qu'à 15 ans et trois mois, la puberté étant terminée, le corps étant établi totalement, les soins (et ce qui va de pair, les moyens financiers et surtout humains) sont pris en charge par les services supérieurs. En pratique, la majorité des services de pédopsychiatrie reçoivent jusqu'à l'âge de 16 ans (- 9 mois de "vacuité utérine") qui correspond à la fin de l'obligation scolaire, et, donc du début du monde du travail…
L'engouement et le développement ponctuel de nouvelles structures associant la prise en charge de jeunes patients (15-25 ans) ne permettent pas de généraliser cette limite supérieure. La France présente par ailleurs un manque important de places hospitalières avec accueil jour et nuit (services dit « à plein temps ») de pédopsychiatrie.
Il faut par ailleurs souligner, qu'une partie de l'activité pedopsychiatrique s'exerce au sein du secteur medico social (exemples : IME, CMPP, CAMSP) et l'âge d'agrément de ses structures est lui aussi variable (pour les CMPP, structures ambulatoires il est souvent de 0 à 20 ans).

## Historique

### États-Unis
Aux États-Unis, le premier service de psychiatrie infantile fut créé par Leo Kanner en 1930 dans un hôpital de Baltimore (à l'Hôpital Johns Hopkins).

### En France
La pédopsychiatrie prend son essor, en France, autour de l'école de la Salpêtrière, entre les deux guerres mondiales, sous l'impulsion de Georges Heuyer qui s'émancipent à la fois des modèles psychiatriques centrés sur l'Asile et de la pédagogie.
Elle a connu, dans les années 1960-1980, l'arrivée des psychanalystes comme Michel Soulé, Roger Misès, Serge Lebovici, René Diatkine, etc.
Dans les années 1990-2010, elle connaît l'arrivée de visions centrées sur le trouble et sur l'abord neuro-scientifique et les interactions entre la biologie et l'environnement.
La pédopsychiatrie, en France, est un cas particulier aux yeux des observateurs extérieurs : elle est le seul pays où la psychanalyse prend tant d'importance,.

## Traitements
Dans tous les cas, c'est l'abord clinique qui constitue la richesse de la pédopsychiatrie. Abord clinique dont le principal est l'observation, l'écoute et le dialogue avec les jeunes patients et leurs familles.
Les traitements pédopsychiatriques sont essentiellement psychothérapeutiques et réadaptatifs (traitements éducatifs, rééducations, conditions de vie, relations familiales, insertion scolaire, ergothérapies), plus rarement pharmacologiques.
Néanmoins, le succès de la promotion des amphétaminiques dans certains états d'hyperactivité, celui des antidépresseurs et surtout des thymorégulateurs dans certains états dépressifs, celui des antipsychotiques dans certaines psychoses, celui des anxiolytiques, hors benzodiazépines, dans des situations anxieuses de façon très temporaire justifient parfois le recours aux traitements médicamenteux.
Il existe aussi une recherche pharmacologique de plus en plus importante dans le domaine élargi de l'autisme, même si celle-ci n'en est qu'à des balbutiements, des espoirs naissent et s'évanouissent rapidement : une exception actuelle : les recherches sur l'administration d'ocytocine (« l'hormone de l'attachement ») dans le cadre des troubles envahissants du développement de la personnalité sont très prometteurs et concordants (tests en double aveugle, en particulier).
Les principales affections que la pédopsychiatrie rencontre sont très variées. Elles vont des problèmes temporaires et/ou d'intensité modérées (troubles de l'alimentation, du sommeil, énurésie, encoprésie, angoisses, tristesse), à des tableaux très sérieux : troubles envahissants de développement, tel l'autisme, troubles psychiques graves, telle l'inhibition, l'agitation, l'opposition, les troubles graves du comportement, en particulier à l'école. On aura garde d'omettre la déficience intellectuelle et ses multiples causes qui, bien souvent domine ou agrémente les tableaux cliniques observés. Dans tous les cas, il s'agit de troubles survenant dans l'évolution de l'enfant et se modifiant avec celle-ci.

## L'enseignement en pédopsychiatrie
« Environ 11 000 élèves par an sont scolarisés dans les établissements hospitaliers et sanitaires. La continuité de leur parcours doit être assurée quelle que soit leur situation si leurs conditions d’hospitalisation le permettent. Le Cned et les associations peuvent venir en appui des enseignants publics », telles sont les revendications énoncées par le Ministère de l’Éducation Nationale et de la Jeunesse. L’intention du système éducatif est donc clairement celle d’enseigner à tous. Depuis 1882 et les lois de Jules Ferry, l’instruction scolaire est obligatoire. Mais quelle est la corrélation qui peut exister entre enseignement en milieu hospitalier et échec scolaire ? Qui sont ces « enseignants publics » et quels sont les programmes qu’ils se doivent de transmettre ?

### Les enseignants
Théoriquement, et selon le Ministère ainsi que le site Eduscol, les enseignants qui doivent intervenir dans les milieux hospitaliers, et plus largement dans les « établissements médico-sociaux », se doivent de disposer d’une spécialisation. Ainsi, on peut lire sur le site du gouvernement qu’ « à la rentrée 2017, la formation CAPA-SH à destination des enseignants du premier degré et la formation 2CA-SH à destination des enseignants du second degré sont remplacées par le nouveau dispositif de formation préparant au certificat d'aptitude professionnelle aux pratiques de l'école inclusive (CAPPEI). ». Cette formation s’adresse aux enseignants intervenant à tous les niveaux de classe (premier et deuxième degré) et appartenant à l’enseignement public.

### Les compétences attendues
Comme pour chacun des métiers appartenant à la fonction publique, on peut trouver sur le site du gouvernement les compétences attendues par un professeur spécialisé. Il se doit donc évidemment de répondre aux compétences attendues d’un professeur des écoles non spécialisé mais, toujours selon le gouvernement, leur intervention « doit permettre la prévention des difficultés d’apprentissage ou de leur aggravation et favoriser la réussite scolaire des élèves ». Chose étonnante, il est également stipulé que leur formation doit leur permettre de faire une distinction entre le besoin éducatif de l’élève et son diagnostic. En effet, le rôle du professeur des écoles (selon le Ministère) n’est pas d’adapter son intervention pédagogique au trouble de l’enfant (dans le cas de l’intervention en unité pédopsychiatrique) mais aux besoins propres à chaque élève.

### Les difficultés
Bien qu’en théorie tout soit clair, il semblerait qu’il existe différentes zones d’ombre sur le tableau de l’enseignement spécialisé.
Pour vous éclairer, il existe un tableau présentant les financements de matériels pédagogiques et l’utilisation de transports spécifiques selon la déficience pour l’accompagnement d’un jeune par un enseignant spécialisé pour l’année 2017-2018.
Il est très difficile d’établir des statistiques portant sur l’enseignement en unité pédopsychiatrique. De plus, la formation est commune à différents domaines d’enseignement spécialisé et c’est d’ailleurs le constat qu’avait établi Daniel Calin sur son site dès les années 2000 où l’on peut lire : « Il est excessivement difficile d’avoir accès à des chiffres dans le domaine de la pédopsychiatrie. Toutefois, le numéro 341 de la revue de la DREES, Études et recherches, daté de septembre 2004, intitulé Les secteurs de psychiatrie infanto-juvénile en 2000 : évolutions et disparités, permet de se faire une idée des effectifs concernés par ce secteur et de leurs évolutions, même si ces chiffres sont déjà bien anciens. Malheureusement, on n’y trouve aucune indication sur l’enseignement, pourtant souvent présent dans les hôpitaux de jour ».
Il est donc très difficile d’établir un vrai lien entre l’échec scolaire et l’hospitalisation. Il est également très difficile d’accéder à de véritables données et études portant sur ces questions, puisque les rapports de la DREES portant sur le sujet de la pédopsychiatrie et particulièrement sur l’enseignement dans ces unités sont très anciens et biaisés. Les statistiques qui sont présentées ne sont pas propres à l’enseignement spécialisé en pédopsychiatriques et ne sont donc qu’un léger éclairage sur l’enseignement spécialisé et les moyens qui y sont mis en place, mais comportent des biais qu’il est important, si ce n’est essentiel de prendre en compte.